# Maria Vitória
Maria Vitória Borges (Soibada, 11 de Fevereiro de 2001), mais conhecida como MarVi é uma cantora pop timorense.

## Carreira
MarVi ganhou grande popularidade em Timor-Leste após participar da segunda edição do programa de televisão indonesio D'Academy Asia. No seu retorno ao país no dia 5 de janeiro de 2017, MarVi foi festejada em um comboio de automóveis.

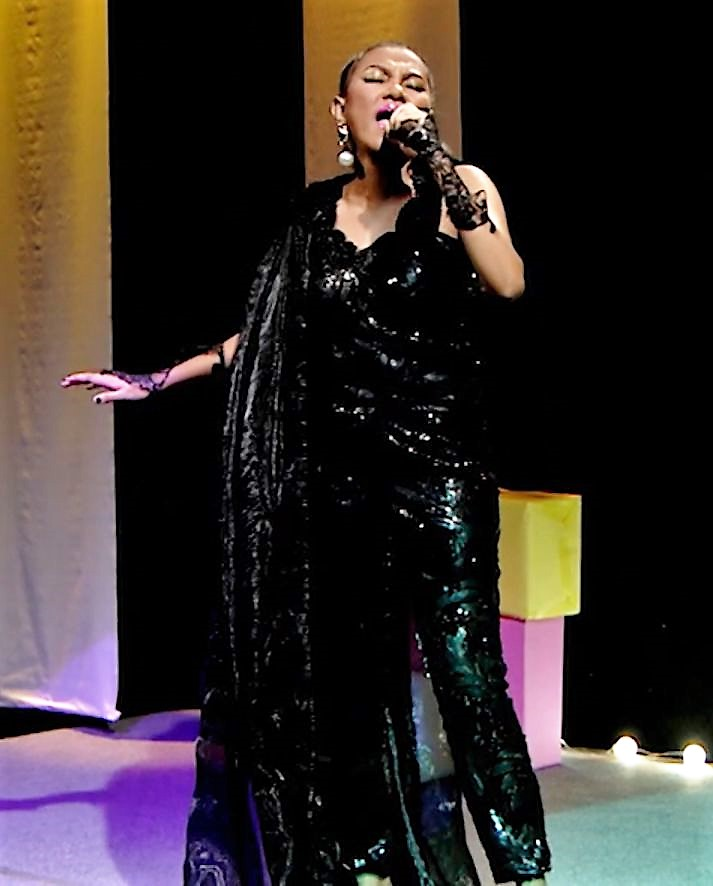
MarVi em uma aparição na GMN TV (2020)

A Vice-Ministra da Educação, Dulce Soares, prometeu-lhe em nome do governo de Timor-Leste que apoiaria a sua formação contínua se assim o desejasse. No seu discurso, MarVi agradeceu ao Presidente Taur Matan Ruak e ao antigo Primeiro-Ministro Xanana Gusmão pela ajuda prestada até ao momento. O deputado Francisco Miranda Branco nomeou MarVi embaixadora do Dangdut em Timor.
O Ministério da Saúde de Timor-Leste apoiou a mãe de Maria Vitória no tratamento de seu câncer de mama em um hospital da Indonésia.
Em 2018 Maria Vitória participou da sexta temporada do The Voice Portugal, no 30 de dezembro de 2018 MarVi foi à final do The Voice Portugal, sendo coroada a vencedora da edição daquele ano.
Em 2019, Marvi tornou-se Embaixadora da UNICEF (UNICEF Youth Advocate) de Timor-Leste.

## Ligações Externas
- Maria Vitória no Instagram
- Maria Vitória no Facebook
- Maria Vitória no TikTok
- Canal de Maria Vitória no YouTube